# フアン・アントニオ・ピッツィ
ファン・アントニオ・ピッツィ（Juan Antonio Pizzi Torroja, 1968年6月7日 - ）は、アルゼンチン・サンタフェ出身の元サッカー選手、現サッカー指導者。ポジションはフォワード。スペイン代表であった。
キャリアの大半をスペインで過ごし、特にCDテネリフェではプリメーラ・ディビシオン（1部）定着の基盤強化に貢献した。リーガ・エスパニョーラでは8シーズンで221試合に出場して92得点を挙げ、1995-96シーズンにはリーグ得点王（ピチーチ賞）に輝いた。スペイン国籍を取得し、1994年にスペイン代表デビューすると、4年間で22試合に出場して8得点し、UEFA EURO '96と1998 FIFAワールドカップに出場した。

## クラブ経歴
アルゼンチンのサンタフェに生まれ、1988年にCAロサリオ・セントラルからデビューした。1990年にメキシコのデポルティーボ・トルーカFCに移籍し、その1シーズン後にはスペインのCDテネリフェに移籍した。1991-92シーズンと1992-93シーズンだけで30得点を挙げる活躍を見せ、後者のシーズンにはUEFAカップ出場権をもたらした。1993年夏にはバレンシアCFに引き抜かれたが、わずか1シーズンでCDテネリフェに復帰した。1995-96シーズンには41試合に出場して31得点を挙げて、ピチーチ賞（国内リーグ得点王）とヨーロッパ・ゴールデンブーツ（欧州リーグ得点王）を揃って獲得した。チームに再びUEFAカップ出場権をもたらし、1996年夏にFCバルセロナに移籍した。この時期のFCバルセロナにはロナウド、ソニー・アンデルソン、ルイス・エンリケなどの名選手が在籍しており、絶対的なレギュラーではなかったが、1996-97シーズンにはリーグ戦だけで9得点を挙げ、ファンからの人気は高かった。1996年にはスーペルコパ・デ・エスパーニャで、1997年にはUEFAスーパーカップとコパ・デル・レイで優勝した。1998年にはコパ・デル・レイで2連覇を果たし、リーグタイトルも獲得した。FCバルセロナでの最も記憶に残る瞬間はコパ・デル・レイ準々決勝アトレティコ・マドリード戦セカンドレグである。FCバルセロナは前半終了時点で0-3と劣勢に立っていたが、ピッツィが決勝点を挙げて5-4という逆転勝利に導いた。1998年にアルゼンチンに戻り、CAリーベル・プレートや古巣CAロサリオ・セントラルでプレーした。2000年にはポルトガルのFCポルトに移籍したが、わずか11試合しか出場せず、2001-02シーズン開幕後に再びCAロサリオ・セントラルに復帰した。2002年にはマルティン・パレルモを足の負傷で欠いていたスペインのビジャレアルCFに移籍し、そこで現役引退した。

## 代表経歴
スペイン国籍取得後の1994年11月30日、フィンランドとの親善試合 (2-0) でスペイン代表デビューした。1995年9月20日にマドリードで行われたサッカーアルゼンチン代表との親善試合 (2-1) では出生地の代表チームを破る活躍を見せた。1996年にはUEFA EURO '96に出場し、準々決勝に進出した。1998年にはフランスで開催された1998 FIFAワールドカップの出場メンバーに選ばれ、グループリーグ最終戦のパラグアイ戦ではフェルナンド・モリエンテスとの交代で途中出場したが、0-0の引き分けに終わってグループリーグ敗退が決定し、この試合を持ってスペイン代表から引退した。通算22試合に出場して8得点を挙げた。

## 現役引退後
34歳で現役引退した後はバルセロナの地域リーグでポロ選手となり、その後サッカー指導者の道に進んだ。2005年2月13日、ペルー人のホセ・デル・ソラールとコンビを組んでアルゼンチンのCAコロン監督に就任したが、シーズン開幕から3連敗したためにわずか2週間で解任された。2006年4月13日にはペルーのウニベルシダ・サン・マルティンの監督に就任したが、同年11月に退任している。
2013年12月26日、ミロスラヴ・ジュキッチの後任として、古巣バレンシアCFの監督に就任した が、リーグ戦を8位で終わり、2014-15シーズンの欧州カップ戦の出場権を逃したため、2014年7月2日に解任が発表された。
2014年12月、クルブ・レオンの監督に就任した。
2016年1月29日、ホルヘ・サンパオリに代わり、チリ代表の監督に就任した。2016年のコパ・アメリカで優勝し2連覇を果たすなど成功を収めていたが、FIFAワールドカップ南米予選で5位のペルーに得失点差で及ばず敗退し、辞任した。
2017年11月、サウジアラビア代表の監督に就任することが発表された。
2018年 FIFAワールドカップではサウジアラビア代表を率いたもののグループリーグ敗退に終わる。
しかし2連敗で迎えた第三戦目のエジプト戦に2-1で勝利し同国に本大会24年ぶりの勝利をもたらした。
2019年アジアカップ終了後退任した。
2024年、サッカーバーレーン代表の監督になり、アジアカップのグループステージで2勝1敗となり、グループステージを首位突破した。

## 個人成績
| シーズン | ディビジョン     | クラブ               | 出場 | 得点 |
| -------- | ---------------- | -------------------- | ---- | ---- |
| 1988-89  | プリメーラ       | ロサリオ・セントラル | 26   | 12   |
| 1989-90  | プリメーラ       | ロサリオ・セントラル | 31   | 15   |
| 1990-91  | プリメーラ       | トルーカ             | 30   | 12   |
| 1991-92  | ラ・リーガ       | テネリフェ           | 34   | 15   |
| 1992-93  | ラ・リーガ       | テネリフェ           | 34   | 15   |
| 1993-94  | ラ・リーガ       | バレンシア           | 19   | 4    |
| 1994-95  | ラ・リーガ       | テネリフェ           | 32   | 15   |
| 1995-96  | ラ・リーガ       | テネリフェ           | 41   | 31   |
| 1996-97  | ラ・リーガ       | バルセロナ           | 33   | 9    |
| 1997-98  | ラ・リーガ       | バルセロナ           | 15   | 2    |
| 1998-99  | プリメーラ       | リーベル・プレート   | 17   | 6    |
| 1999-00  | プリメーラ       | ロサリオ・セントラル | 28   | 19   |
| 2000-01  | スーペル・リーガ | ポルト               | 11   | 3    |
| 2000-01  | プリメーラ       | ロサリオ・セントラル | 10   | 4    |
| 2001-02  | プリメーラ       | ロサリオ・セントラル | 18   | 7    |
| 2001-02  | ラ・リーガ       | ビジャレアル         | 13   | 1    |

## 代表歴

### 出場大会
- スペイン代表
  - 1998 FIFAワールドカップ

### 試合数
- 国際Aマッチ 22試合 8得点（1994年-1998年）[5]

| スペイン代表 | 国際Aマッチ | 国際Aマッチ |
| 年           | 出場        | 得点        |
| ------------ | ----------- | ----------- |
| 1994         | 1           | 0           |
| 1995         | 8           | 4           |
| 1996         | 7           | 1           |
| 1997         | 3           | 1           |
| 1998         | 3           | 2           |
| 通算         | 22          | 8           |

### 得点
| #  | 日付           | 場所                                             | 相手           | スコア | 結果 | 大会                                    |
| -- | -------------- | ------------------------------------------------ | -------------- | ------ | ---- | --------------------------------------- |
| 1. | 1995年1月18日  | ア・コルーニャ、エスタディオ・デ・リアソール     | ウルグアイ     | 1-0    | 2-2  | 親善試合                                |
| 2. | 1995年9月6日   | グラナダ、ヌエボ・ロス・カルメネス               | キプロス       | 3-0    | 6-0  | UEFA EURO '96予選                       |
| 3. | 1995年9月6日   | グラナダ、ヌエボ・ロス・カルメネス               | キプロス       | 5-0    | 6-0  | UEFA EURO '96予選                       |
| 4. | 1995年9月20日  | マドリード、エスタディオ・ビセンテ・カルデロン   | アルゼンチン   | 1-0    | 2-1  | 親善試合                                |
| 5. | 1996年11月13日 | テネリフェ、エスタディオ・エリオドロ・ロドリゲス | スロバキア     | 1-0    | 4-1  | 1998 FIFAワールドカップ・ヨーロッパ予選 |
| 6. | 1997年2月12日  | アリカンテ、エスタディオ・ホセ・リコ・ペレス     | マルタ         | 4-0    | 4-0  | 1998 FIFAワールドカップ・ヨーロッパ予選 |
| 7. | 1998年6月3日   | サンタンデール、エル・サルディネーロ             | 北アイルランド | 1-0    | 4-1  | 親善試合                                |
| 8. | 1998年6月3日   | サンタンデール、エル・サルディネーロ             | 北アイルランド | 2-0    | 4-1  | 親善試合                                |

## 監督成績
2019年1月21日現在
| クラブ                         | 就任           | 退任           | 記録 | 記録 | 記録 | 記録 | 記録 | 記録 | 記録 | 記録   |
| クラブ                         | 就任           | 退任           | 試   | 勝   | 分   | 敗   | 得   | 失   | 差   | 勝率   |
| ------------------------------ | -------------- | -------------- | ---- | ---- | ---- | ---- | ---- | ---- | ---- | ------ |
| コロン                         | 2005年2月13日  | 2005年2月26日  | 3    | 0    | 0    | 3    | 3    | 8    | −5   | 000.00 |
| ウニベルシダ・サン・マルティン | 2006年4月23日  | 2006年11月26日 | 33   | 13   | 8    | 12   | 36   | 38   | −2   | 039.39 |
| サンティアゴ・モーニング       | 2009年7月1日   | 2010年6月24日  | 39   | 13   | 8    | 18   | 53   | 70   | −17  | 033.33 |
| ウニベルシダ・カトリカ         | 2010年7月8日   | 2011年6月30日  | 53   | 35   | 10   | 8    | 110  | 63   | +47  | 066.04 |
| ロサリオ・セントラル           | 2011年7月1日   | 2012年7月5日   | 44   | 22   | 13   | 9    | 54   | 36   | +18  | 050.00 |
| サン・ロレンソ                 | 2012年10月9日  | 2013年12月20日 | 49   | 21   | 19   | 9    | 69   | 43   | +26  | 042.86 |
| バレンシア                     | 2013年12月26日 | 2014年7月2日   | 31   | 12   | 10   | 9    | 43   | 33   | +10  | 038.71 |
| レオン                         | 2014年12月4日  | 2016年1月29日  | 50   | 25   | 6    | 19   | 96   | 85   | +11  | 050.00 |
| チリ代表                       | 2016年1月29日  | 2017年10月1日  | 29   | 11   | 6    | 12   | 43   | 35   | +8   | 037.93 |
| サウジアラビア代表             | 2017年11月28日 | 2019年1月21日  | 22   | 7    | 5    | 10   | 24   | 32   | −8   | 031.82 |
| 合計                           | 合計           | 合計           | 353  | 159  | 85   | 109  | 531  | 443  | +88  | 045.04 |

## タイトル

### 選手

#### クラブ
FCバルセロナ
- リーガ・エスパニョーラ : 1997-98
- コパ・デル・レイ : 1996-97, 1997-98
- スーペルコパ・デ・エスパーニャ : 1996
- UEFAカップウィナーズカップ : 1996-97
- UEFAスーパーカップ : 1997

ポルト
- タッサ・デ・ポルトガル : 2000-01

#### 個人
- ピチーチ賞 (31点) : 1995-96
- ヨーロッパ・ゴールデンブーツ : 1995-96

### 指導者

#### クラブ
ウニベルシダ・カトリカ
- プリメーラ・ディビシオン: 2010

サン・ロレンソ
- プリメーラ・ディビシオン: 2013トルネオ・イニシアル

#### 代表
チリ代表
- コパ・アメリカ: 2016

#### 個人
- ラ・リーガ月間最優秀監督: 2014年2月